# Abu Tinah
Abu Tinah (tiếng Ả Rập: أبو تينة), còn được gọi là Jilu (جيلو), là một ngôi làng gần Tell Tamer ở phía tây tỉnh al-Hasakah, đông bắc Syria. Về mặt hành chính, nó thuộc về phó huyện Tell Tamer.
Ngôi làng có người Assyria thuộc Giáo hội Assyria ở phía Đông. Tại cuộc điều tra dân số năm 2004, nó có dân số 301.